# Cho In-Chul
Cho In-Chul (en coreano: 조인철; 4 de marzo de 1976) es un deportista surcoreano que compitió en judo.
Participó en dos Juegos Olímpicos de Verano en los años 1996 y 2000, obteniendo dos medallas: bronce en Atlanta 1996 y plata en Sídney 2000. En los Juegos Asiáticos de 1998 consiguió una medalla de oro.
Ganó tres medallas en el Campeonato Mundial de Judo entre los años 1997 y 2001, y dos medallas en el Campeonato Asiático de Judo en los años 1995 y 1996.

## Palmarés internacional
| Juegos Olímpicos    | Juegos Olímpicos             | Juegos Olímpicos  | Juegos Olímpicos |
| Año                 | Lugar                        | Medalla           | Categoría        |
| ------------------- | ---------------------------- | ----------------- | ---------------- |
| 1996                | Atlanta (Estados Unidos)     | Medalla de bronce | –78 kg           |
| 2000                | Sídney (Australia)           | Medalla de plata  | –81 kg           |
| Campeonato Mundial  |                              |                   |                  |
| Año                 | Lugar                        | Medalla           | Categoría        |
| 1997                | París (Francia)              | Medalla de oro    | –78 kg           |
| 1999                | Birmingham (Reino Unido)     | Medalla de bronce | –81 kg           |
| 2001                | Múnich (Alemania)            | Medalla de oro    | –81 kg           |
| Juegos Asiáticos    |                              |                   |                  |
| Año                 | Lugar                        | Medalla           | Categoría        |
| 1998                | Bangkok (Tailandia)          | Medalla de oro    | –81 kg           |
| Campeonato Asiático |                              |                   |                  |
| Año                 | Lugar                        | Medalla           | Categoría        |
| 1995                | Nueva Delhi (India)          | Medalla de plata  | –78 kg           |
| 1996                | Ciudad Ho Chi Minh (Vietnam) | Medalla de plata  | –78 kg           |